# Jorrit Smeets
Jorrit Smeets (Landgraaf, 25 marzo 1995) è un ex calciatore olandese, di ruolo centrocampista.

## Caratteristiche tecniche
È un mediano.

## Carriera
Ha esordito il 26 settembre 2016 con la maglia del Fortuna Sittard in occasione del match perso 3-0 contro il Jong PSV.

## Statistiche

### Presenze e reti nei club
Statistiche aggiornate al 31 agosto 2018.
| Stagione        | Squadra         | Campionato      | Campionato | Campionato | Coppe nazionali | Coppe nazionali | Coppe nazionali | Coppe continentali | Coppe continentali | Coppe continentali | Altre coppe | Altre coppe | Altre coppe | Totale | Totale | Totale |
| Stagione        | Squadra         | Comp            | Pres       | Reti       | Comp            | Pres            | Reti            | Comp               | Pres               | Reti               | Comp        | Pres        | Reti        | Pres   | Reti   |        |
| --------------- | --------------- | --------------- | ---------- | ---------- | --------------- | --------------- | --------------- | ------------------ | ------------------ | ------------------ | ----------- | ----------- | ----------- | ------ | ------ | ------ |
| 2016-2017       | Fortuna Sittard | 1D              | 14         | 2          | CO              | 0               | 0               |                    | -                  | -                  |             | -           | -           | 14     | 2      |        |
| 2017-2018       | Fortuna Sittard | 1D              | 31         | 0          | CO              | 2               | 0               |                    | -                  | -                  |             | -           | -           | 33     | 0      |        |
| 2018-2019       | Fortuna Sittard | ED              | 4          | 1          | CO              | 0               | 0               |                    | -                  | -                  |             | -           | -           | 4      | 1      |        |
| Totale carriera | Totale carriera | Totale carriera | 49         | 3          |                 | 2               | 0               |                    | -                  | -                  |             | -           | -           | 51     | 3      |        |